# Great Naval Battles
Great Naval Battles est une série de jeux vidéo de simulation de combat naval développé par  IO Design Group puis Divide By Zero et publié par Strategic Simulations entre 1992 et 1996. La série est constituée de cinq jeux différents, quatre d’entre eux retraçant des batailles navales de la Seconde Guerre mondiale. Le système de jeu de la série mélange des éléments de simulation et de stratégie, le joueur pouvant aussi bien commander sa flotte, par l’intermédiaire d’une vue stratégique, que contrôler ses navires individuellement.

## Liste des jeux
- Great Naval Battles: North Atlantic 1939-1943 (1992)[1]
- Great Naval Battles Vol. II: Guadalcanal 1942-1943 (1993)[2]
- Great Naval Battles Vol. III: Fury in the Pacific, 1941-1944 (1994)[3]
- Great Naval Battles IV: Burning Steel 1939-1942 (1995) [4]
- Great Naval Battles V: Demise of the Dreadnoughts; 1914-18 (1996)